# Julieta Cruz
Julieta Cruz Navarrete (General Alvear, Mendoza, 4 de junio de 1996) es una futbolista argentina que juega como defensora en Boca Juniors de la Primera División A.

## Inicios
Julieta Cruz nació en el departamento de General Alvear de la provincia de Mendoza. 
Comenzó a jugar a la pelota a los tres años en el barrio San Cayetano, donde con ayuda de sus hermanos mayores Facundo y Daniel la incluían para jugar debido a que uno de ellos era arquero y necesitaban de su aporte para jugar los partidos.
Con tan solo cinco años de edad dio sus primeros pasos en el Club Atlético de su localidad de nacimiento, donde fue entrenada bajo las órdenes del técnico Amadeo Mansilla.
De esta forma dio sus primeros pasos con la pelota y a medida que fue progresando, participaba de las divisiones juveniles de diferentes clubes de General Alvear con los hombres hasta los 14 años.
Luego continuó con su formación en el Club 10 de septiembre para después participar de los Juegos Evita estando dentro del plantel que representó a General Alvear. Dicho equipo llegó a la final para enfrentarse con el Huracán Las Heras, donde el equipo alvaerense fue derrotado.
Luego del encuentro Julieta Cruz fue convocada para disputar la instancia nacional de los Juegos nacionales Evita en la ciudad de Mar Del Plata.
Cuando finalizó la etapa de los Juegos Evita desembarcó en Huracán Las Heras para participar en la Liga Mendocina. Cuando la institución Andes Foot-Ball Club, conocido dentro de la localidad de General Alvear como "El Croto", creó un equipo de fútbol femenino, la jugadora migró hacia dicho club.

## Trayectoria
En 2014 decidió probarse en Buenos Aires y así llegó a River Plate con 17 años. En ese mismo año tuvo la posibilidad de comenzar a entrenarse con la Selección Argentina Sub-20.
Luego de un partido donde se enfrentaba River Plate frente a Puerto Nuevo sintió un dolor en el pecho que la marginaría de las canchas, debido a que le diagnosticaron precisamente un TPS (taquicardia paroxística supra ventricular) y de esta manera a los 18 se volvió a Mendoza para ser operada y quedó fuera de la lista de convocadas para la Selección Argentina Sub-20.
En 2016 vuelve al fútbol y tuvo una nueva oportunidad en Boca Juniors.
El 9 de marzo del 2019 se dio un encuentro histórico debido a que el plantel de fútbol femenino de Boca Juniors "Las Gladiadoras" jugó su primer encuentro en La Bombonera, iniciativa que emprendió por el Día Internacional de la Mujer. Enfrentaron a Lanús en la quinta fecha del campeonato, siendo Julieta Cruz titular con la camiseta número 4 en su espalda. El partido terminó con el resultado de Boca (5) - Lanús (0).
El 9 de agosto del 2019, después de 28 años, el fútbol femenino de Boca Juniors se profesionalizó y Julieta Cruz con 22 años de edad,  firmó su primer contrato profesional entre otras 18 jugadoras más de la institución.
El 19 de enero de 2021, se consagró campeona con la camiseta de Boca Juniors logrando una goleada ante River por 7 a 0. Consiguió el primer campeona de la era semiprofesional del fútbol femenino en Argentina.

## Selección nacional
Cruz debutó con la selección mayor de Argentina el 17 de septiembre de 2021, en una derrota amistosa contra Brasil por 3-1.
El 8 de julio de 2023 es confirmada dentro de la lista de 23 convocadas para la Copa Mundial Femenina de Fútbol de 2023, siendo su primera vez en dicha competencia.

### Participaciones en Copas del Mundo
| Mundial                                 | Sede                     | Resultado      | Partidos | Goles |
| --------------------------------------- | ------------------------ | -------------- | -------- | ----- |
| Copa Mundial Femenina de Fútbol de 2023 | Australia/ Nueva Zelanda | Fase de grupos | 2        | 0     |

### Estadísticas
| Selección | Año   | Amistoso | Amistoso | Copa América | Copa América | Mundial | Mundial | Juegos Panamericanos | Juegos Panamericanos | Copa Oro | Copa Oro | Total | Total |
| Selección | Año   | PJ       | G        | PJ           | G            | PJ      | G       | PJ                   | G                    | PJ       | G        | PJ    | G     |
| --------- | ----- | -------- | -------- | ------------ | ------------ | ------- | ------- | -------------------- | -------------------- | -------- | -------- | ----- | ----- |
| Argentina |       |          |          |              |              |         |         |                      |                      |          |          |       |       |
| 2021      | 3     | 0        | —        | —            | —            | —       | —       | —                    | —                    | —        | 3        | 0     |       |
| 2022      | 2     | 0        | 4        | 0            | —            | —       | —       | —                    | —                    | —        | 6        | 0     |       |
| 2023      | 4     | 0        | —        | —            | 2            | 0       | 4       | 1                    | —                    | —        | 10       | 1     |       |
| 2024      | 0     | 0        | 0        | 0            | 0            | 0       | 0       | 0                    | 4                    | 0        | 4        | 0     |       |
| Total     | Total | 9        | 0        | 4            | 0            | 2       | 0       | 4                    | 1                    | 4        | 0        | 23    | 1     |

## Clubes
| Clubes       | País      | Año             |
| ------------ | --------- | --------------- |
| River Plate  | Argentina | 2012 - 13       |
| Boca Juniors | Argentina | 2014 - Presente |

### Estadísticas

#### Boca Juniors
| Jugadora     | Torneo                             | País      | Minutos |
| ------------ | ---------------------------------- | --------- | ------- |
| Julieta Cruz | Torneo de Transición Femenino 2020 | Argentina | 424     |
| Julieta Cruz | Torneo Femenino Apertura 2021      | Argentina | 833     |
| Total        | Total                              | Total     | 1257    |

| Jugadora     | Torneo                             | Goles | Asistencia | Promedio por Partido | Total de Participación | Promedio de Participación de los goles en el Torneo |
| ------------ | ---------------------------------- | ----- | ---------- | -------------------- | ---------------------- | --------------------------------------------------- |
| Julieta Cruz | Torneo de Transición Femenino 2020 | 0     | 0          | 0                    | 0                      | 0                                                   |
| Julieta Cruz | Torneo Femenino Apertura 2021      | 1     | 2          | 0,14                 | 3                      | 8,11                                                |

Fuente:

## Palmarés
| Título             | Club         | País      | Año     |
| ------------------ | ------------ | --------- | ------- |
| Primera División A | Boca Juniors | Argentina | 2020    |
| Primera División A | Boca Juniors | Argentina | Cl 2021 |
| Superfinal         | Boca Juniors | Argentina | 2021    |
| Primera División A | Boca Juniors | Argentina | 2022    |
| Primera División A | Boca Juniors | Argentina | 2023    |
| Copa de la Liga    | Boca Juniors | Argentina | 2023    |
| Copa Federal       | Boca Juniors | Argentina | 2023    |
| Primera División A | Boca Juniors | Argentina | Ap 2024 |